# Стеллінгверфен
Стеллінгверфен (нід. Stellingwerven) — історична і культурна область на сході Фрисландії, на південному сході від річки Кейндер (фриз. Tsjonger, нід. ниж.-сакс. Kuunder), яка відрізняється від решти провінції тим, що історично місцеве населенняраніше розмовляло іншою мовою, ніж фризька. До 1970-х багато хто розмовляв особливою стеллінгверфенською говіркою, що належить до нижньосаксонських діалектів. Сьогодні молодше покоління говорить майже виключно нідерландською.
В адміністративному плані Стеллінгверфен складається з двох громад Остстеллінгверф та Вестстеллінгверф. Ландшафт утворює фрізький ліс з низкою навколишніх територій. Тут розташований національний парк Дренц-Фрайз-Уолд, у прикордонні провінцій Дренте та Фрисландія.
У політичному плані населення області у 20 столітті більше голосувало за ліві партії. У 21 столітті політичний вибір змістився до VVD та праворучних популістських партій, таких як PVV та FvD.